# Старина Новак
Старина Новак (серб. кир.: Старинa Новак; рум. Baba Novac ; болг. Баба Новак, що означає «Старий Новак») — сербський гайдук (розбійник і повстанець) , який відзначився в багатьох битвах проти Османської імперії. Його вважають національним героєм і сербів, і румунів.

## Раннє життя
Новак народився в прибл. 1520 або прибл. 1530 в сербській родині в селі Пореч, на острові на Дунаї, на той час у складі Османської імперії (нині Доньї-Мілановац, Сербія).  Його родина походила з долини Тимоку. Навчався в монастирі Пореч, де навчився читати й писати старослов'янською мовою. Окрім сербської рідної мови, він також вивчив румунську в долині Тимоку, грецьку та турецьку мови, бувши рабом османів. 

## Військова кар'єра
Він почав свою кар'єру гайдука в ранньому віці після того, як був ув'язнений і побитий турками, втративши всі зуби (звідси назва Старий Новак), що змусило його покинути своє місце народження та сховатися в лісах долини Тимок, де він швидко навчився користуватися зброєю та військом у харамбаші (командувача гайдуків). Невдовзі він створив власну чоту (гайдуцький загін) і розпочав жорстоку боротьбу проти османів. Його сильна особистість і військова доблесть зробили його людиною багатьох послідовників, а його партизани стали неабиякою бойовою силою.
Найдавніша згадка про Новака датується 1595 роком, коли він згадується з силами волоського князя Михайла Хороброго.  Новак приєднався до військ Михайла в регіоні Банат і отримав звання капітана з 2000 сербськими гайдуками (розбійниками) під своїм командуванням, призначених для визволення волоських земель. Його сили брали участь у захопленні Келугарені та звільнили Тирговиште, Бухарест і Джурджу в жовтні 1595 року. Його сили брали участь у атаці на болгарську Софію, що здобуло йому велику репутацію після того, як він і його 700 солдатів обдурили турків, змінивши маршрут через Балканські гори, і успішно раптово атакували турецькі війська, залишивши позаду лише 8 своїх солдатів і захопивши величезну кількість худоби та припасів від османів. Визволив Плевну силою 1500 бійців.
У 1598 році його значні війська, що складалися в основному з сербів, а також з деяких болгар, зустрілися з рештою військ Михайла Хороброго, загалом 16 000 озброєних людей. Вони визволили Плевну, Рахово, Врацу, Відін та Флорентин, після чого серби й болгари цих міст зібралися з його силами і влаштували бенкет. У 1599 році військо чисельністю понад 50 000 осіб під командуванням Борджа Мако зібралося разом із військами Новака в Плоєшті, у квадраті з 5—6 рядами в центрі, перш ніж захопити Сібіу. У 1600 році його війська були розгорнуті в Банаті; потім йому доручили визволити всі землі на південь, а також частину повстань у Міреслау та сусідніх містах. У грудні 1600 року Новак поїхав слідом за Майклом до Відня.
Він хотів передати туркам фортеці Лугос і Карансебеш, але його намір було вчасно розкрито. За це Новак був звинувачений у зраді союзником, який став суперником Джорджіо Баста, і був відправлений до угорської влади в Клуж (Коложвар), засуджений до спалення. Страта відбулася 5 лютого 1601 року. Цигани підготували вогонь, який став кінцем Новака, двох капітанів Михайла, Джоана Селесте та Саві Армашулу, а також деяких саксонських священників. Після того, як їх спалювали живцем протягом 1—5 годин (для повільної смерті на тіла поливали воду), тіла посадили на стовп, а ворони їли трупи. Михайло не знав про страту й почув про неї, коли проїжджав через Клуж на початку серпня 1601 року; він підняв прапор на місці страти. Тоді Джорджіо Баста наказав убити Михайла, яке відбулося поблизу Кампіа Турзій 9 серпня 1601 року.

## Епічна поезія
Старина Новак вшановується як герой сербської епічної поезії , як центральна фігура в таких поемах, як Старина Новак і князь Богосав, Старина Новак і дели Радивоє та інших. Деякі вірші плутають Старину Новака зі старшим воєначальником Новаком Дебеличем, шляхтичем з 15 століття; Таким чином, образ Старини Новака в епічній поезії можна назвати двома особами.

## Спадщина
Його іменем названі вулиці в Констанці, Клуж-Напоці, Крайові, Бухаресті, Брашові та Белграді.
Про нього розповідає пісня Baba Novak румунського гурту Transsylvania Phoenix.
У Белградському районі Палілула є район, присвячений Старині Новаку. Його ім'ям названо вулицю, місцеву громаду, початкову школу (засновану в 1922 році) та парк. До 1954 року територія парку називалася площею Старини Новак. У жовтні 2017 року міська адміністрація оголосила про встановлення пам'ятника Старині Новаку в сквері.